# Pierre Adigard
Pierre Adigard (né le 20 juillet 1859 à Argentan (Orne) et mort le 4 janvier 1914 à La Ferté-Macé (Orne)) est un homme politique français.

## Biographie
Avocat à Domfront en 1883, il s'intéresse aussi à l'histoire locale et à l'économie régionale. Il développe l'industrie minière, en obtenant plusieurs concessions de mines de fer. Il est conseiller municipal de La Ferrière-aux-Étangs en 1900, conseiller d'arrondissement en 1902 et conseiller général en 1904. Il est député de l'Orne de 1906 à 1914, siégeant au groupe progressiste. Il est également très présent dans les milieux culturels, présidant l'association amicale de l'Orne à Paris.